# John Oswald Sanders
John Oswald Sanders (17 de outubro de 1902 - 24 de outubro de 1992) foi um diretor-geral da Overseas Missionary Fellowship (então conhecido como China Inland Mission) na década de 1950 e 1960. Ele é autor de mais de quarenta livros sobre a vida cristã. Ele se tornou um estadista e conferencista em todo o mundo a partir de sua aposentadoria, até sua morte.